# Ermanno Geymonat
Ermanno Geymonat (Torre Pellice, 1893 – Torre Pellice, 7 luglio 1925) è stato un giornalista, regista cinematografico e sceneggiatore italiano del periodo muto.

## Biografia
Originario delle Valli valdesi, laureato in giurisprudenza, si dedicò al giornalismo presso alcune riviste cinematografiche.
Debuttò nel cinema come regista nel 1919 dirigendo il film Passione slava, prodotto dall'Ambrosio Film di Torino, della quale divenne principale soggettista.
Scrisse alcuni soggetti cinematografici come quelli di due film della serie Saetta interpretata da Domenico Gambino, e di Voglio tradire mio marito di Mario Camerini del 1925. 
Morì a soli 32 anni.

## Filmografia

### Regista
- Passione slava (1919) - co-regia con Roberto Omegna
- La bambola e il gigante (1920)
- Amore in fuga (1921)
- Madame l'Ambassadrice (1921)
- Più che il sole! (1921)
- Il mistero di Bernardo Brown (1922)
- Tre persone per bene (1922)
- Un viaggio di piacere (1922)

### Sceneggiatore
- La girandola di fuoco, regia di Eugenio Testa (1920)
- Canaglia dorata, regia di Achille Consalvi (1921)
- Im Rausche der Leidenschaft, regia di Guido Schamberg (Germania 1923)[2]
- Caporal Saetta, regia di Eugenio Perego (1924)